# 실버 스타 (암트랙 열차)
실버 스타(영어: Silver Star)는 미국 뉴욕주 뉴욕 펜실베이니아 역에서 플로리다주 마이애미 마이애미 역까지 운행되는 장거리 열차이다.

## 역사 및 현황
1947년에 시보드 에어라인 철도(영어: Seaboard Air Line Railroad)에서 최초로 운행하기 시작했다. 1971년에 암트랙의 설립과 동시에 인수했다.

## 운행 노선

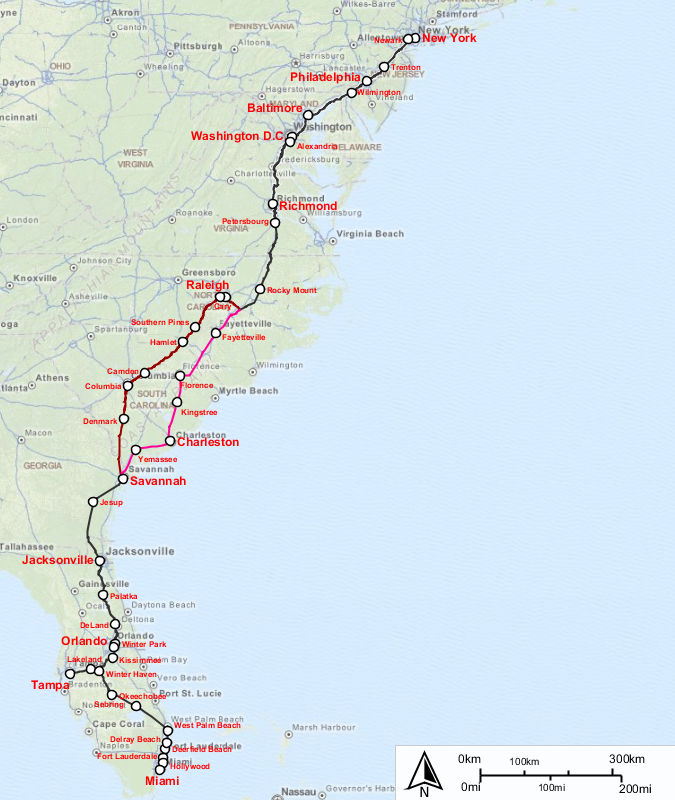
암트랙 실버 스타 노선도 (interactive map)

## 사진

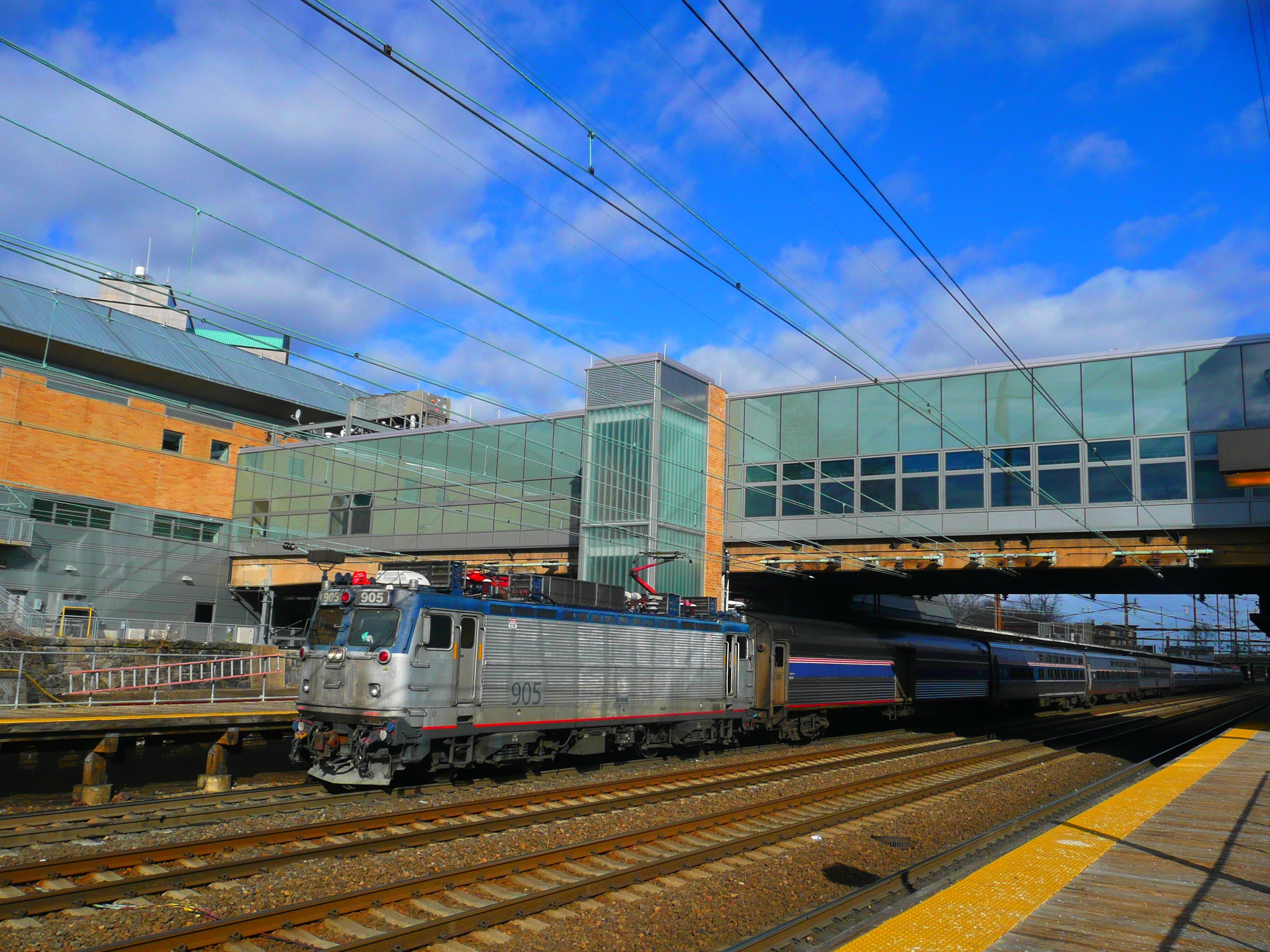
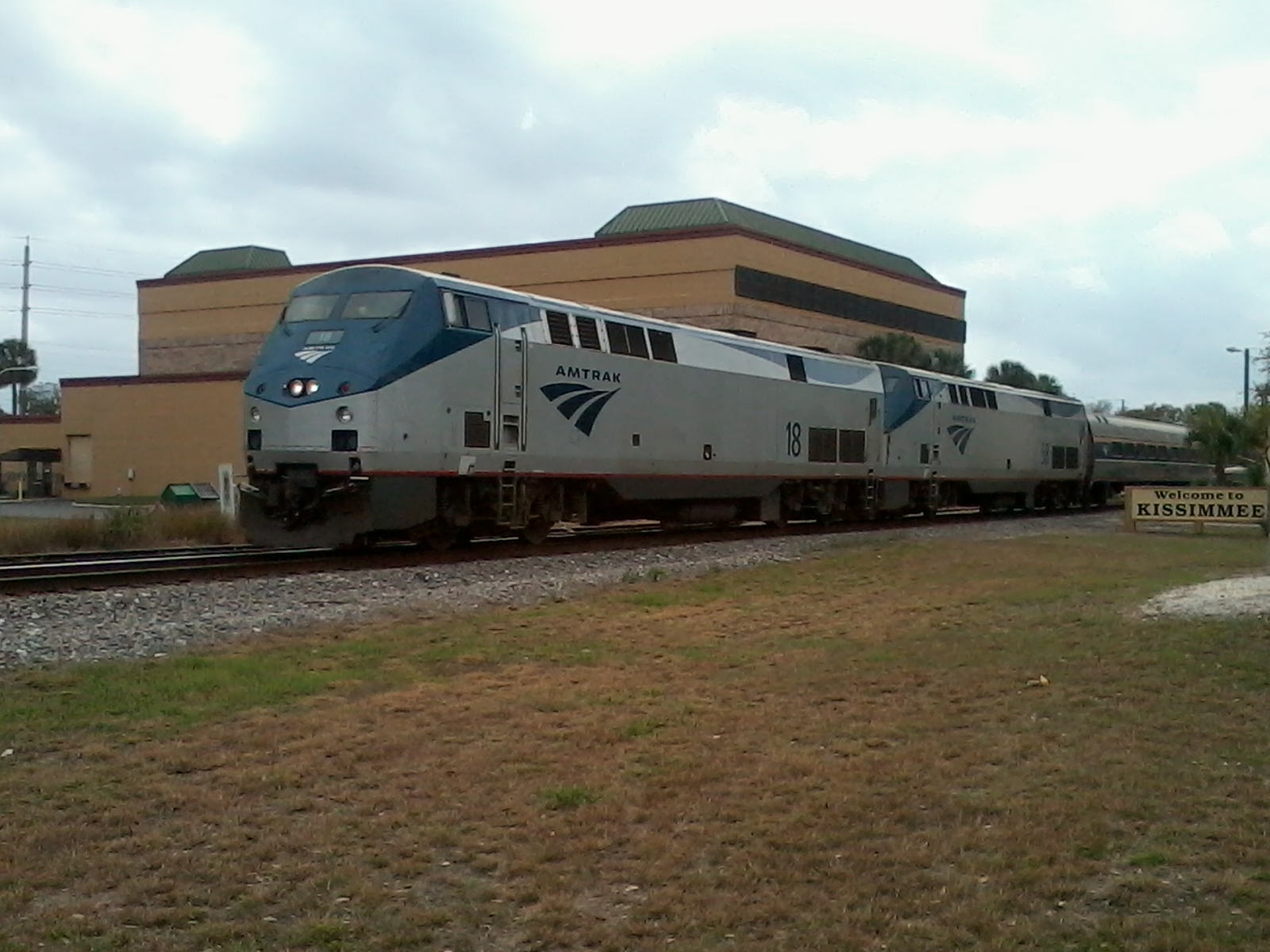
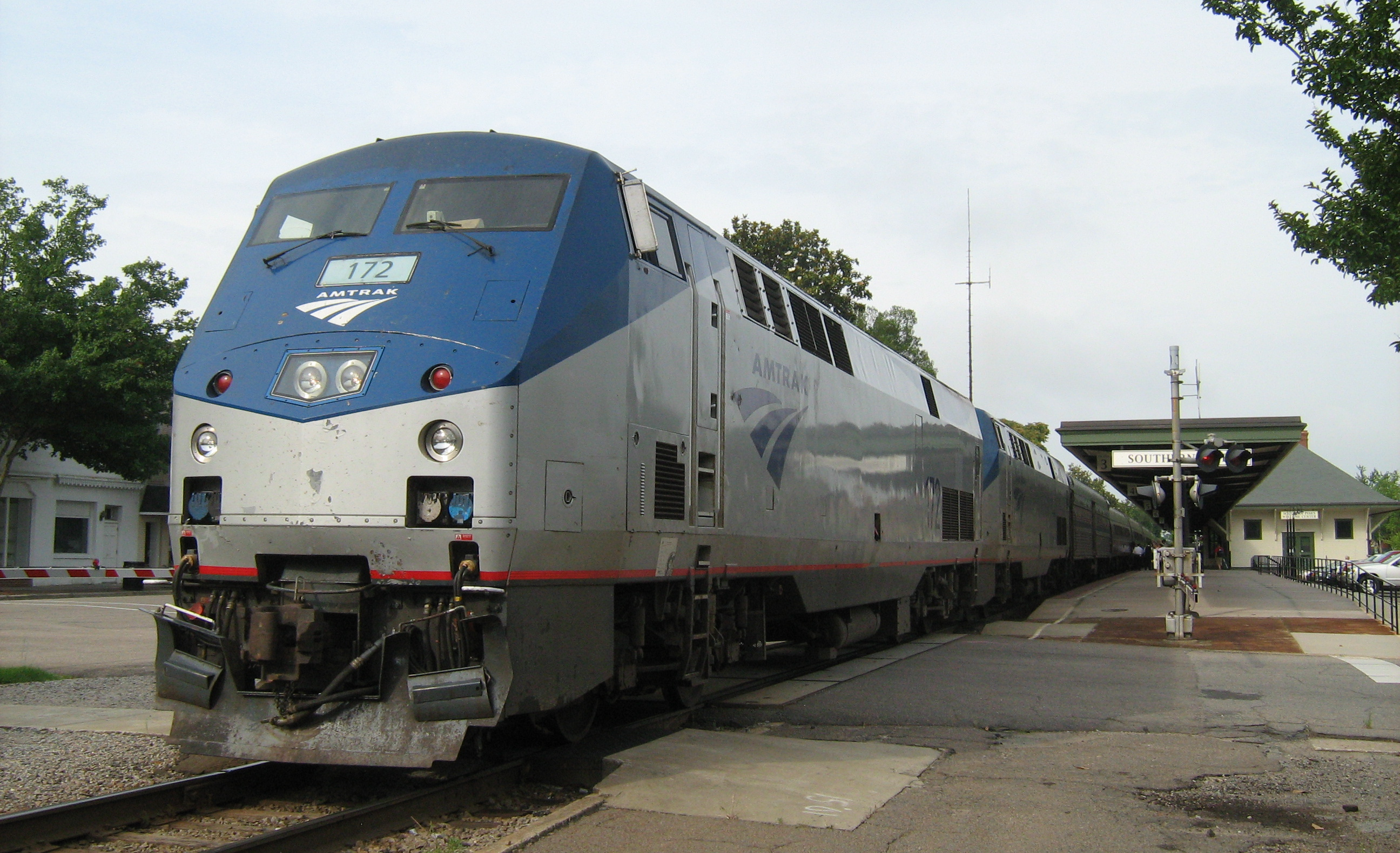
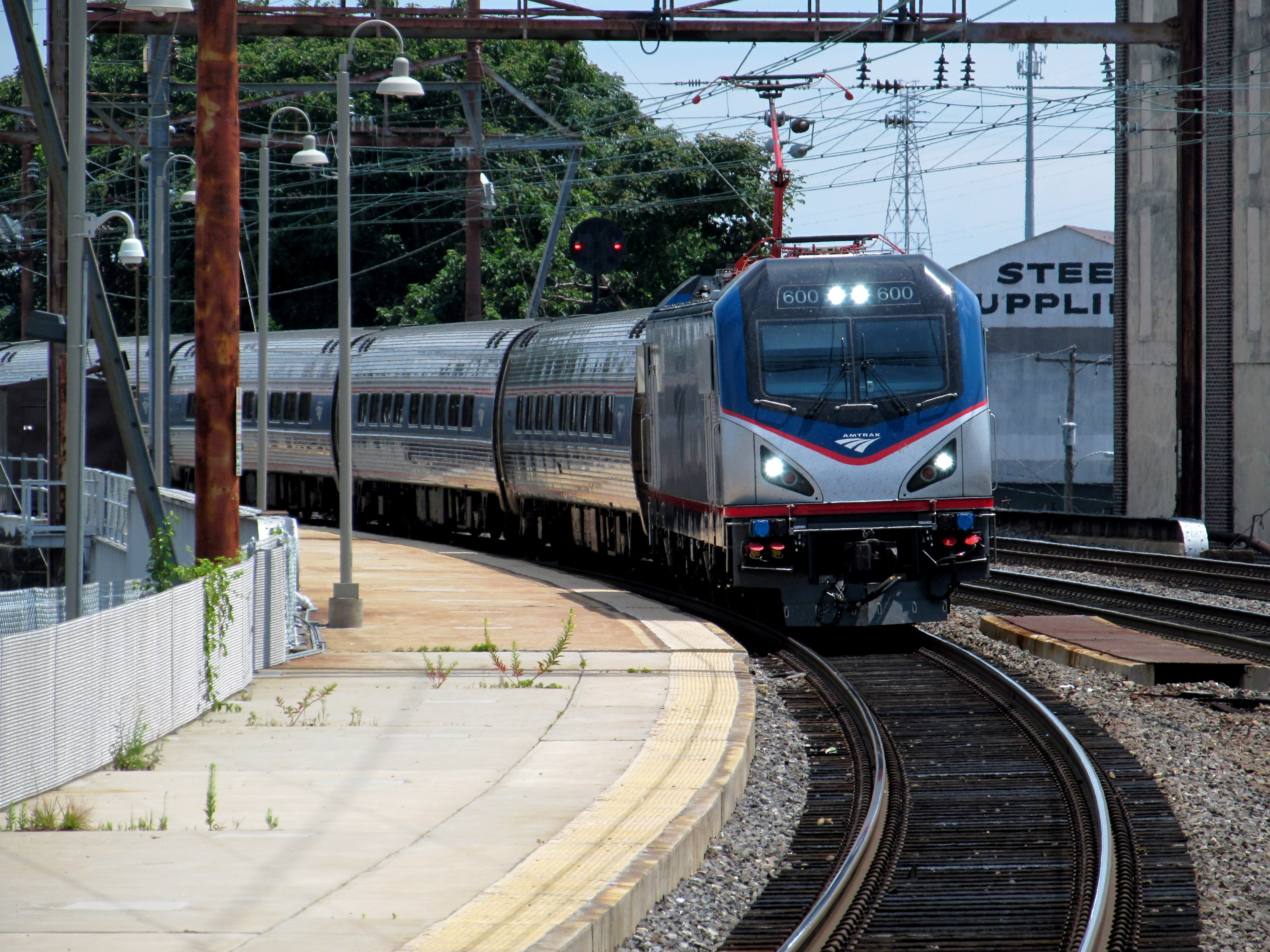
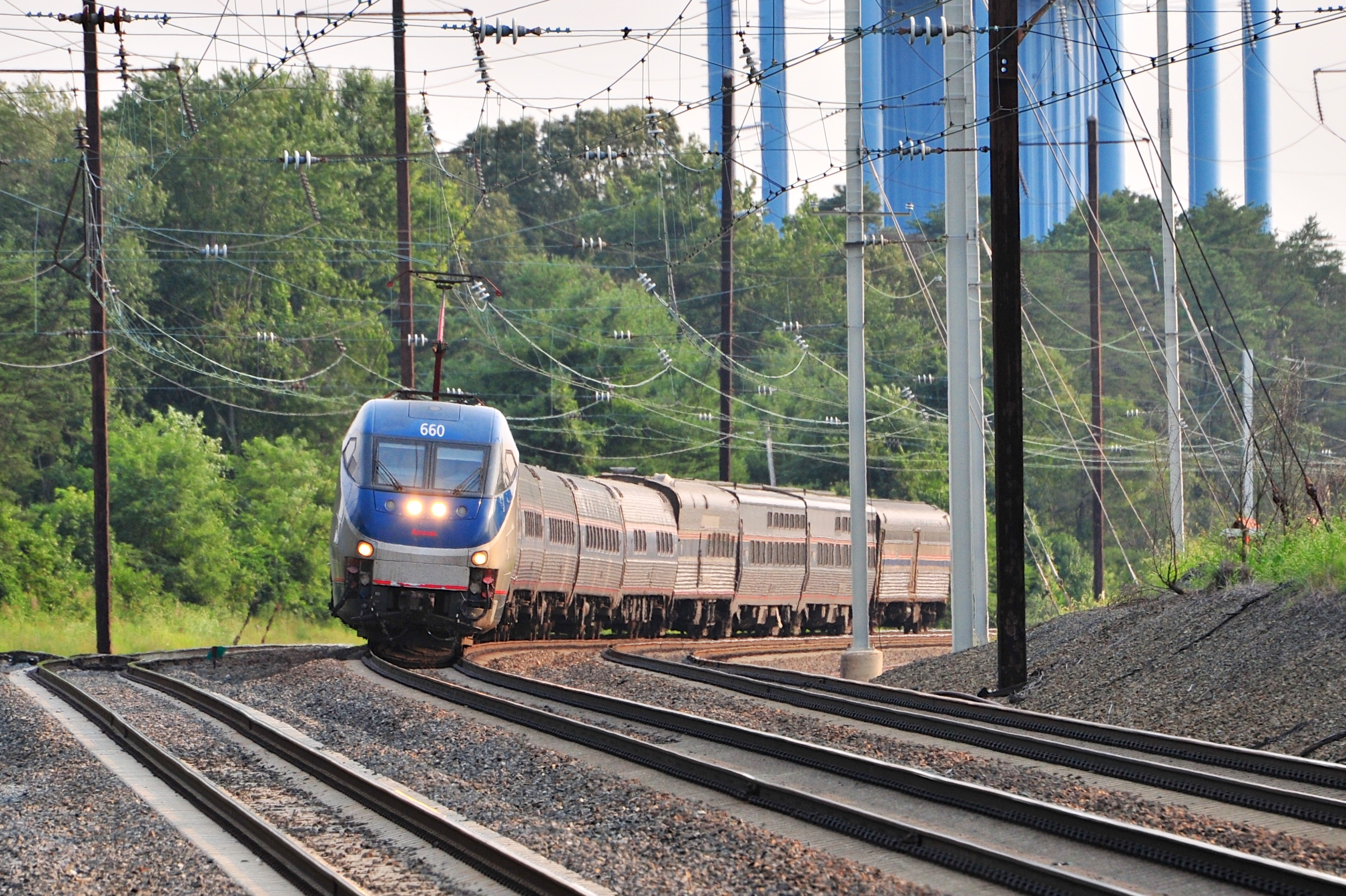
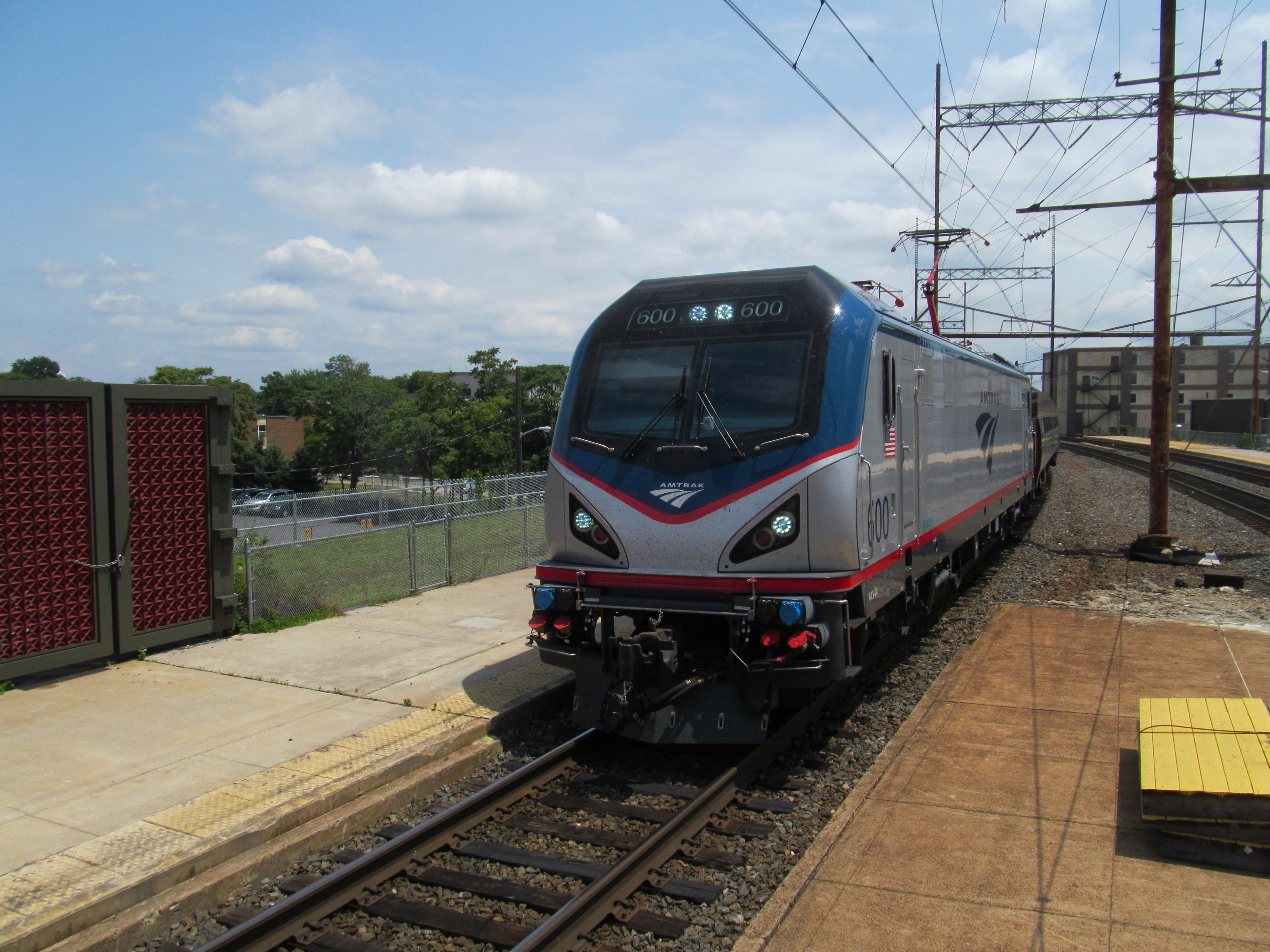